# Tugtupite
La tugtupite est un minéral du groupe des silicates et du sous-groupe des tectosilicates contenant du béryllium et de l'aluminium. Il contient également du sodium et du chlore et sa formule est Na4AlBeSi4O12Cl. La tugtupite est membre du groupe minéral des feldspathoïdes déficients en silice. Il se trouve dans les roches ignées intrusives fortement alcalines.
La tugtupite est ténébrescente, sa structure cristalline est très proche de celle de la sodalite, et les deux minéraux sont parfois trouvés ensemble dans le même échantillon.
La tugtupite se trouve sous forme de masses de cristaux tétragonaux vitreux, transparents à translucides et sa couleur peut être blanche, rose à pourpre, et même bleue ou verte. Elle a une dureté de 4 et une densité de 2,36. Elle est fluorescente pourpre sous rayonnement ultraviolet.
Elle fut découverte en 1962 à Tugtup agtakôrfia (complexe intrusif d'Ilimaussaq) au sud-ouest du Groenland. Elle a également été trouvée au Mont Saint-Hilaire au Québec et dans le massif du Lovozero de la Péninsule de Kola en Russie.
Le nom provient du mot Inuit groenlandais pour caribou (tuttu) qui signifie "sang de caribou".
Le U.S. Geological Survey indique qu'au Népal, la tugtupite (ainsi que le jaspe et la néphrite) se trouvaient abondamment dans la plupart des rivières allant de la Bardia à la Dang.
Il est également utilisé comme gemme.